# Маган III
Маган III (д/н — 1400/1404) — 18-й манса імперії Малі у 1390—1400 роках. Відомий також як Махмуд I. Занепад держави в його часи прискорився.

## Життєпис
Походив з династії Кейта. Був онуко або праонуком Манси Гао. Про дату народження та молоді роки нічого невідомо.
1390 року повалив узурпатора Сандакі, ставши сам мансою імперії Малі. Втім боротьба за трон ослабила державу, чим скористалися сонгаї з держави Гао. Під час його правління до Малі вдерлося військо Бонга нааба (володаря) держави Ятенга, який захопив важливий торгівельний центр Макіна. 
Помер Маган III 1400 або 1404 року, можливо був повалений родичем Серебанджугу, що став мансою як Муса III. Тому ймовірно у 1400—1404 роках між ними точилася боротьба  за владу.